# Tropidion contortum
Tropidion contortum là một loài bọ cánh cứng trong họ Cerambycidae.